# 和田あい (アナウンサー)
和田 あい（わだ あい、1975年1月10日 - ）は、元中部日本放送 (CBC) のアナウンサー。

## 来歴
埼玉県朝霞市出身。大学在学中、テレビ朝日の『やじうま6』にお天気担当で出演していた。
大学を卒業後、1997年にCBCに入社。同期に同局アナウンサーの宮部和裕、加藤由香、元同局アナウンサーの青山高明、住田都史子がいる。
CBC在籍時には、同局の女子アナウンサーユニット「Love Power Beauty」のコーラス担当第1期メンバーを務めた。
CBCを退社した後、2001年4月から2003年3月まで同局の『晴れ♡どきドキ晴れ』に外部タレントとして出演した。

## 担当番組

### テレビ番組
- ミックスパイください[3]
- 輝け！新タレント名鑑[3]
- ユーガッタ!CBC[4]
- 愛のホンネ家族[4]
- エクスプレス（TBS）[4]
- 晴れ♡どきドキ晴れ - 司会（2001年4月 - 2003年3月）

### ラジオ番組
- 日曜なんて大キライ - アシスタント[5]
- 小堀さんのRadio DAYS - 木曜アシスタント（1999年4月 - 1999年10月）